# 四處爬
四處爬，是流傳於江蘇沭陽縣一帶的兩人棋類。

## 棋具
- 棋盤為五路縱橫交叉，共25個棋點。
- 先行方棋子13枚；後行方12枚，以兩色區分敵我。

## 棋規
- 弈過程分三步驟。
  - 放子，對弈雙方輪流將一己子放入棋盤中。
  - 拔子，放滿後，各選擇移除對方一枚棋子，後行方先選。
  - 吃子，一枚己棋需沿線移動一格至空位，如果主動造成兩枚己棋在同線夾住一枚或兩枚敵棋，將該些敵棋移除。

- 以消減敵棋剩一枚或阻止敵棋移動為勝。[1]